# Ronde van Vlaanderen 1961
De 45ste editie van de Ronde van Vlaanderen werd verreden op 26 maart 1961 over een afstand van 255 km van Gent naar Wetteren. De gemiddelde uursnelheid van de winnaar was 40,052 km/h. Van de 146 vertrekkers bereikten er 53 de aankomst.

## Koersverloop
Al dadelijk na de start begon de strijd: Rik Van Looy stak het vuur aan de lont met Arthur Decabooter en Tom Simpson. Vier renners sloten daarbij aan, waaronder een ploegmaat van Simpson: Jo de Haan. Van Looy kwam ten val op de Kruisberg en staakte de strijd. Bij het naderen van de aankomstlijn sprong Simpson weg met Nino Defilippis. Simpson, die geen sprinter was, liet Defilippis de indruk dat hij erdoor zat en liet hem de kop nemen. Toen sprong Simpson onverwacht langs de andere kant over Defillipis en behaalde zo de zege.

## Hellingen
| - Kwaremont - Kruisberg | - Edelareberg - Valkenberg | - Kasteelstraat - Groteberge |

## Uitslag
| Rang | Renner              | Land                | Ploeg                         | Tijd     |
| ---- | ------------------- | ------------------- | ----------------------------- | -------- |
| 1    | Tom Simpson         | Verenigd Koninkrijk | Rapha - Gitane - Dunlop       | 6h22'00" |
| 2    | Nino Defilippis     | Italië              | Carpano                       | z.t.     |
| 3    | Jo de Haan          | Nederland           | Rapha - Gitane - Dunlop       | op 11"   |
| 4    | Emile Daems         | België              | Philco                        | op 14"   |
| 5    | Michel Stolker      | Nederland           | Helyett - Fynsec - Hutchinson | op 55"   |
| 6    | Camille Le Menn     | Frankrijk           | Peugeot-BP-Dunlop             | op 59"   |
| 7    | Jean Graczyk        | Frankrijk           | Helyett - Fynsec - Hutchinson | op 1'00" |
| 8    | Arthur Decabooter   | België              | Groene Leeuw-Sas- Sinalco     | z.t.     |
| 9    | Martin Vangeneugden | België              | Baratti - Milano              | z.t.     |
| 10   | Frans Schoubben     | België              | Peugeot-BP-Dunlop             | z.t.     |

1913 · 
1914 · 
1915 · 
1916 · 
1917 · 
1918 · 
1919 · 
1920 · 
1921 · 
1922 · 
1923 · 
1924 · 
1925 · 
1926 · 
1927 · 
1928 · 
1929 · 
1930 · 
1931 · 
1932 · 
1933 · 
1934 · 
1935 · 
1936 · 
1937 · 
1938 · 
1939 · 
1940 · 
1941 · 
1942 · 
1943 · 
1944 · 
1945 · 
1946 · 
1947 · 
1948 · 
1949 · 
1950 · 
1951 · 
1952 · 
1953 · 
1954 · 
1955 · 
1956 · 
1957 · 
1958 · 
1959 · 
1960 · 
1961 · 
1962 · 
1963 · 
1964 · 
1965 · 
1966 · 
1967 · 
1968 · 
1969 · 
1970 · 
1971 · 
1972 · 
1973 · 
1974 · 
1975 · 
1976 · 
1977 · 
1978 · 
1979 · 
1980 · 
1981 · 
1982 · 
1983 · 
1984 · 
1985 · 
1986 · 
1987 · 
1988 · 
1989 · 
1990 · 
1991 · 
1992 · 
1993 · 
1994 · 
1995 · 
1996 · 
1997 · 
1998 · 
1999 · 
2000 · 
2001 · 
2002 · 
2003 · 
2004 · 
2005 · 
2006 · 
2007 · 
2008 · 
2009 · 
2010 · 
2011 · 
2012 · 
2013 · 
2014 · 
2015 · 
2016 · 
2017 · 
2018 · 
2019 · 
2020 · 
2021 · 
2022 · 
2023 · 
2024
Lijst van beklimmingen